# Ferenc Kiss (lottatore)
Ferenc Kiss (5 gennaio 1942 – 8 settembre 2015) è stato un lottatore ungherese, specializzato nella lotta greco-romana.

## Palmarès

### Olimpiadi
- 1 medaglia:
  - 1 bronzo (Monaco di Baviera 1972 nei pesi massimi)